# Liste der Baudenkmale in Dreetz (Brandenburg)
In der Liste der Baudenkmale in Dreetz sind alle Baudenkmale der brandenburgischen Gemeinde Dreetz und ihrer Ortsteile aufgelistet. Grundlage ist die Veröffentlichung der Landesdenkmalliste mit dem Stand vom 31. Dezember 2021.

## Baudenkmale in den Ortsteilen
In den Spalten befinden sich folgende Informationen:
- ID-Nr.: Die Nummer wird vom Brandenburgischen Landesamt für Denkmalpflege vergeben. Ein Link hinter der Nummer führt zum Eintrag über das Denkmal in der Denkmaldatenbank. In dieser Spalte kann sich zusätzlich das Wort Wikidata befinden, der entsprechende Link führt zu Angaben zu diesem Denkmal bei Wikidata.
- Lage: die Adresse des Denkmales und die geographischen Koordinaten. Link zu einem Kartenansichtstool, um Koordinaten zu setzen. In der Kartenansicht sind Denkmale ohne Koordinaten mit einem roten beziehungsweise orangen Marker dargestellt und können in der Karte gesetzt werden. Denkmale ohne Bild sind mit einem blauen bzw. roten Marker gekennzeichnet, Denkmale mit Bild mit einem grünen beziehungsweise orangen Marker.
- Bezeichnung: Bezeichnung in den offiziellen Listen des Brandenburgischen Landesamtes für Denkmalpflege. Ein Link hinter der Bezeichnung führt zum Wikipedia-Artikel über das Denkmal.
- Beschreibung: die Beschreibung des Denkmales
- Bild: ein Bild des Denkmales und gegebenenfalls einen Link zu weiteren Fotos des Baudenkmals im Medienarchiv Wikimedia Commons

### Bartschendorf
| ID-Nr.   | Lage                               | Bezeichnung                      | Beschreibung | Bild              |
| -------- | ---------------------------------- | -------------------------------- | ------------ | ----------------- |
| 09170517 | Dorfstraße, Zietensauer Weg (Lage) | Kirche Bartschendorf (entwidmet) |              | weitere Bilder    |
| 09171698 | Dorfstraße (Lage)                  | Gefallenendenkmal                |              | Gefallenendenkmal |

### Dreetz
| ID-Nr.            | Lage                           | Bezeichnung                                                                                           | Beschreibung                                                                                                   | Bild                                                                                                  |
| ----------------- | ------------------------------ | --- | --- | --- |
| 09170537          | (Lage)                         | Gedenkstätte für ermordete Häftlinge des Konzentrationslagers Nordhausen, an der Straße nach Segeletz | | Gedenkstätte für ermordete Häftlinge des Konzentrationslagers Nordhausen, an der Straße nach Segeletz |
| 09170534 Wikidata | Dorfstraße (Lage)              | Dorfkirche                                                                                            | Die evangelische Kirche stammt aus dem Jahre 1778. Der Kanzelaltar stammt aus dem Anfang des 17. Jahrhunderts. | weitere Bilder                                                                                        |
| 09170536          | Friedensstraße ()              | Gedenkstätte für ausländische Opfer des Zweiten Weltkriegs Soldaten, auf dem Friedhof                 | | ein Bild hochladen                                                                                    |
| 09171723          | Wilhelm-Pieck-Straße (Lage)    | Denkmal für die Gefallenen der Kriege 1864–71                                                         | | Denkmal für die Gefallenen der Kriege 1864–71                                                         |
| 09171724          | Wilhelm-Pieck-Straße ()        | Denkmal für die Gefallenen des Ersten Weltkriegs                                                      | | ein Bild hochladen                                                                                    |
| 09171192          | Wilhelm-Pieck-Straße 23 (Lage) | Gutshaus                                                                                              | | BW |